# 中山雄喜
中山 雄喜（なかやま ゆうき、1996年 - ）は、日本のギタリスト。

## 来歴・人物
高校卒業後、単身渡米。現地でギターのライブを敢行。帰国後にベストワンプロに所属。
ラジオ番組「ミラクリ」、スチールとして、イオン広告、資生堂CMに出演。